# Johannes Duntze
Johannes Bartholomäus Duntze (Rablinghausen, 6 maggio 1823 – Düsseldorf, 20 maggio 1895) è stato un pittore tedesco paesaggista.

## Biografia

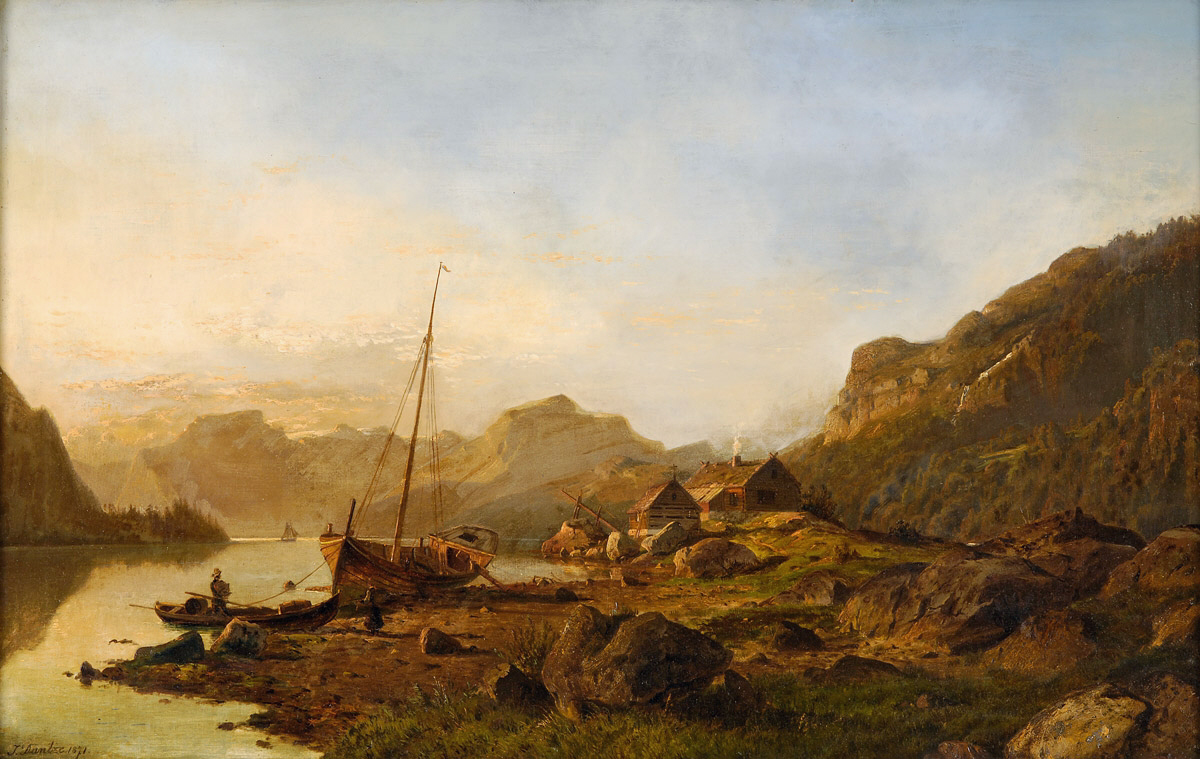
Johannes Bartholomäus Duntze: Alba nel fiordo, 1871

Nacque dal pastore e storico di Brema Johann Hermann Duntze e da Elisabeth Ulrichs. Studiò dal 1839 al 1842 all'Accademia di Belle Arti di Monaco, dove Carl Rottmann potrebbe averlo influenzato, poi a Berlino con Wilhelm Krause e ad Anversa dal 1851 al 1842 1855, a Ginevra con Alexandre Calame. Già nel 1845 fece un viaggio di studio in Norvegia, che allora fu visitata solo da pochi pittori. Nel 1855 visitò Parigi. Nel 1856 si stabilì a Düsseldorf, dove nel 1858 entrò a far parte dell'associazione di artisti Malkasten. Intraprese poi altri viaggi di studio in Svizzera, in Tirolo, in Belgio e nei Paesi Bassi.

## Opera
I suoi soggetti principali sono i paesaggi alpini, i paesaggi norvegesi e i paesaggi invernali, spesso ambientati nei Paesi Bassi e contenenti anche scene architettoniche e di genere. Dipinse anche paesaggi del Reno, del Lahn e della Mosella.
È controverso se Duntze debba essere annoverato nella scuola di Düsseldorf, a causa del suo luogo di residenza. Nello stile dei Romantici, dipingeva in modo molto preciso e con una leggera applicazione del colore. Anche i suoi schizzi all'aperto sono eseguiti con molta precisione, il che lo distingue dai principali pittori della scuola di Düsseldorf dell'epoca, seguendo in misura maggiore le scuole di Monaco e quelle svizzere. Le immagini in studio più grandi sono spesso fittizie. Per le sue rappresentazioni di paesaggi nordici scelse composizioni e angoli insoliti che offrivano al pubblico nuove prospettive, in contrasto con i motivi tipici di molti contemporanei.
Le sue immagini sono colorate e amichevoli. Attribuiva grande importanza agli effetti di luce, preferendo la retroilluminazione. Müller sottolinea la “chiarezza dell'aria e la bellezza dei colori dell'acqua e della terra.“
Duntze ha preso parte a numerose mostre tedesche e straniere, ad es. B. dal 1866 al 1888 furono regolari le mostre dell'Accademia di Berlino, e successivamente mostre inglesi, svizzere e 1888/89 di Copenaghen. I musei di Amburgo, Hannover, Stoccarda, Magonza, Berna, Ginevra e Sydney acquistarono opere da lui.